# 大同盟戰爭
大同盟戰爭（法語：guerre de la Grande Alliance），又称九年战争、奧格斯堡同盟戰爭（Guerre de la Ligue d'Augsbourg）、是一场发生于1688年至1697年法王路易十四在位時的第三場重要戰爭，這場戰爭是因為路易十四欲在歐洲作出大規模的擴張，因此遭到荷蘭、神聖羅馬帝國哈布斯堡王朝和英國、西班牙等組成大同盟聯合對抗。戰爭的結果是法國擴張計劃破滅，而各國被逼言和，但法國仍是歐洲最強的霸權，路易十四對西班牙帝國的野心，促成了數年後更大規模的西班牙王位繼承戰爭，法國為安撫西班牙而歸還土地，促成最後對西班牙王室血脈的佔有。

## 法國出兵
17世紀後期，法國因在遗产战争、法荷戰爭与重盟战争中接连獲勝而進入了更大的軍事擴張軌道，其海陸兩軍的軍力冠絕歐洲，因此路易十四決定繼續對外進行征服以完成其稱霸歐洲的夢想。此時法國的強鄰神聖羅馬帝國哈布斯堡王朝正在與鄂圖曼土耳其作戰（從1683年的維也納之戰，到1687年奧國占領全部的匈牙利），路易十四決定藉此時機，在德意志地區擴張其影響力。哈布斯堡王朝皇帝利奧波德一世察覺到路易十四的意圖，於是在1686年7月9日組成奧格斯堡同盟，希望能阻止路易十四在德意志擴張。可是路易十四卻在1688年8月，乘哈布斯堡王朝剛在東面戰勝土耳其，西面兵力薄弱之機，開始執行進侵哈布斯堡王朝的速戰計劃，「大同盟戰爭」正式開啟。10月，法軍攻佔普法爾茨，並於次年徹底毀滅這個地區。哈布斯堡王朝皇帝只得在東方以部份兵力牽制著土耳其，並分兵西線對付法國。

## 締結同盟
歐洲各國對路易十四的舉動感到大為震驚，深怕法國下一個目標會是自己，因此很快便站在支持哈布斯堡王室的一方。1689年5月12日哈布斯堡王朝与荷蘭締結了維也納條約，其宣明共同對抗法國擴張，並以恢復歐洲舊秩序為目的，在其後一年半的時間裡，英國、西班牙、與德意志三個諸侯國：勃蘭登堡、薩克森、巴伐利亞相繼加入，結果組成了反法大同盟。

## 歐洲戰事

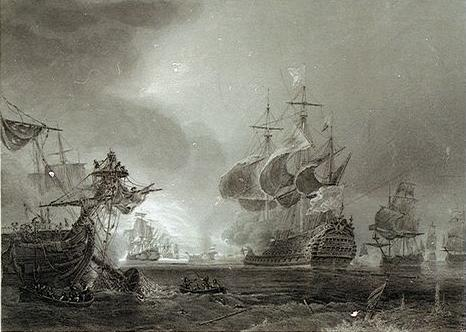
比奇角海戰，法國海軍在海軍天才圖爾維爾的帶領下擊敗英荷聯合艦隊。

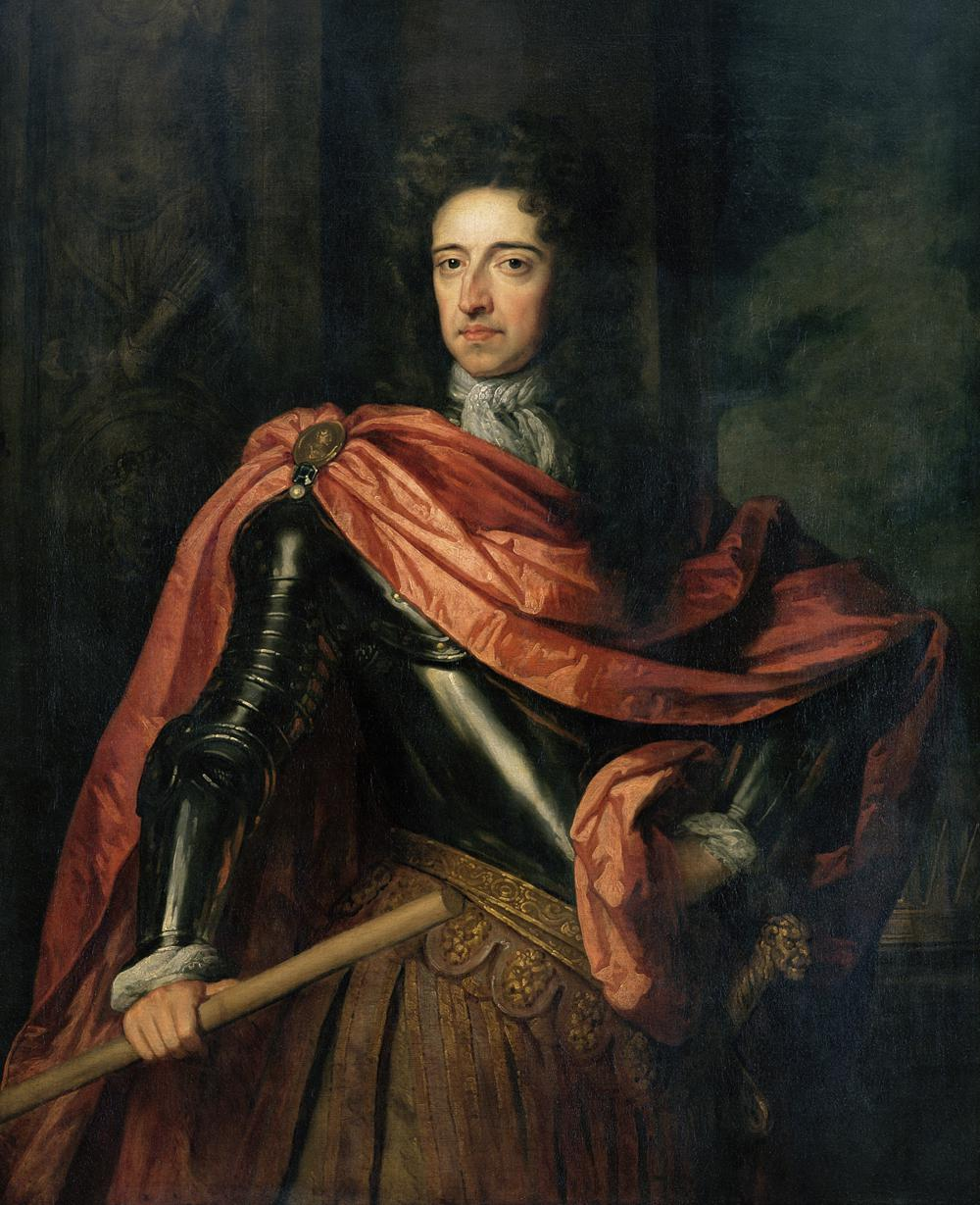
太陽王的死敵——奧蘭治親王威廉三世。1688年他發動光榮革命，躍升為英荷兩國的共同領袖，並率領14萬的英荷聯軍，成為大同盟的主力

因為大同盟的結成，法國速戰取勝的計劃遇到阻礙，並且被迫在事前無作持久作戰準備的情況下打了一場長達9年的大型戰爭。在不列顛群島上，荷蘭執政威廉三世率領2.1萬精兵發動光榮革命，推翻路易十四的盟友詹姆斯二世、成為英王威廉三世兼荷蘭執政，並在1690年的愛爾蘭的博因河戰役中，打敗試圖復位的詹姆斯二世。但是同年，新興稱霸的法國海軍，在名將圖爾維爾的指揮下，於比奇角海戰中击败英荷联合舰队，令博因河胜戰蒙上了阴影。當時伦敦流传一句話形容比奇角海戰：“荷兰人保全了面子，法国人取得了优势，而英国人只得到耻辱。”英吉利海峡的控制权一度落入法国海军手上。
一直到1692年的拉和岬海戰時，威廉三世重整擴編了英荷聯合艦隊，才打敗法國海軍，取得制海權的優勢。而後法國主要依靠大規模的掠奪以摧毀英荷的經濟，如拉古什海戰。
在歐洲大陸，這場戰爭以持久戰為主，陸戰主要戰場在低地國家如南尼德蘭，次要戰場則在義大利和西班牙。至1695年1月，法國雖然所戰皆捷未嘗敗績，但當月路易十四最重要的將軍之一、在法荷戰爭與這場大同盟戰爭中戰功彪炳的盧森堡元帥去世，使法國開始保不住陸戰的優勢。很快在同年，威廉三世趁機奪回比利時重鎮那慕爾，大致確認平手的結局。但同時所有參戰國都因這場持久戰而使自身的經濟負擔過重，因此戰事趨向議和。

## 海外戰事
在歐洲大陸戰場上雙方殭持著的同時，美洲大陸的戰爭亦打響了，這通常被分開稱為威廉王之戰。英軍攻佔了法國的羅亞爾港，但卻攻不下魁北克；而弗隆特納克伯爵統率的法軍，則在紐約州斯克奈塔第與新英格蘭地區打敗英軍，但也攻不陷英國的波士頓。
當戰爭的消息傳到亞洲時，殖民者和商人們迅速展開了交戰。1690年10月，法國海軍上將亞伯拉罕·杜肯-吉頓駛入馬德拉斯轟炸英荷艦隊。1693 年，荷蘭在印度東南海岸的本地治里向法國商業集團發起了遠征；9月6日，弗朗索瓦·馬丁領導的小規模駐軍不堪重負讓出城市。
加勒比海和美洲在歷史上是英格蘭和西班牙之間的衝突地區，導致即使兩者現在是盟友，依然因互相猜忌而限制了聯合行動。盟軍在這些地區擁有海軍優勢，但無法阻止法軍為其殖民部隊提供補給。

## 和議
因為交戰雙方都沒預期戰爭會持續這麼久，因此均欲停戰。當時法國農業在1694年底的大寒災中受到巨大打擊；富裕的荷蘭也被迫向趁機抬價的德意志諸國購買昂貴的穀物，1696年英王威廉三世甚至感嘆他「已經一貧如洗了」；英國的反戰情緒也不斷升高，使得反戰的托利党被選為新的國會多數派。
剛開始當1695年路易十四開始單獨與奧格斯堡同盟的成員之一，薩伏依公爵維托里奧·阿梅迪奧二世展開祕密的和平談判時，大同盟各成員國先後響應。1696年夏天，法國與薩伏依公爵單獨簽訂了杜林條約。在1697年秋天，法國與大同盟各國簽訂雷斯威克條約，降低對荷蘭的關稅並歸還1679年以後佔領的大多數領土（包括大部分的薩伏依、德意志的洛林與盧森堡、西班牙東部的加泰隆尼亞），只保留著史特拉斯堡和西班牙殖民地海地；同時路易十四承認威廉三世為合法的英王（取消對詹姆斯二世的支持），至此大同盟戰爭正式結束。

## 戰後發展
雖然雙方暫時平手休戰，但法國與英國及神聖羅馬帝國之間的積怨並沒因此而化解，結果四年後雙方又爆發了另一場大戰，亦即是法王路易十四在位時第四場重要戰爭：西班牙王位繼承戰爭。

### 書籍
- 保羅·甘迺迪. . 陳景彪等譯.
- 溫斯頓·邱吉爾. . 薛力敏、林林譯.
- 伏爾泰. . 王曉東編譯.
- 威爾·杜蘭. . 幼獅文化公司.
- Doyle, William. . Oxford University Press. 2001. ISBN 0-19-873129-9.
- Bodart, Gaston. . Oxford : Clarendon Press. 1916.

### 其他來源
- Knowledge 知識網"大同盟戰爭Grand Alliance, War of the (1689~1697)